# 勐海桂樱
勐海桂樱为蔷薇科李属的植物，为中国的特有植物。分布在中国大陆的云南等地，生长于海拔1,800米的地区，一般生于混交林中。